# Castiglione Tinella
Castiglione Tinella ist eine Gemeinde in der italienischen Provinz Cuneo (CN), Region Piemont.

## Lage und Einwohner
Castiglione Tinella liegt 85 km nordöstlich von der Provinzhauptstadt Cuneo entfernt, an der Grenze zur Provinz Asti, in der Weinregion Langhe. Das Gemeindegebiet umfasst eine Fläche von 11,63 km² und hat 751 Einwohner (Stand 31. Dezember 2023). Die Gemeinde besteht aus den Fraktionen (Frazioni) Balbi, Martino, San Martino und Santuario.
Die Nachbargemeinden sind Calosso, Castagnole delle Lanze, Coazzolo, Costigliole d’Asti und Santo Stefano Belbo.

## Geschichte

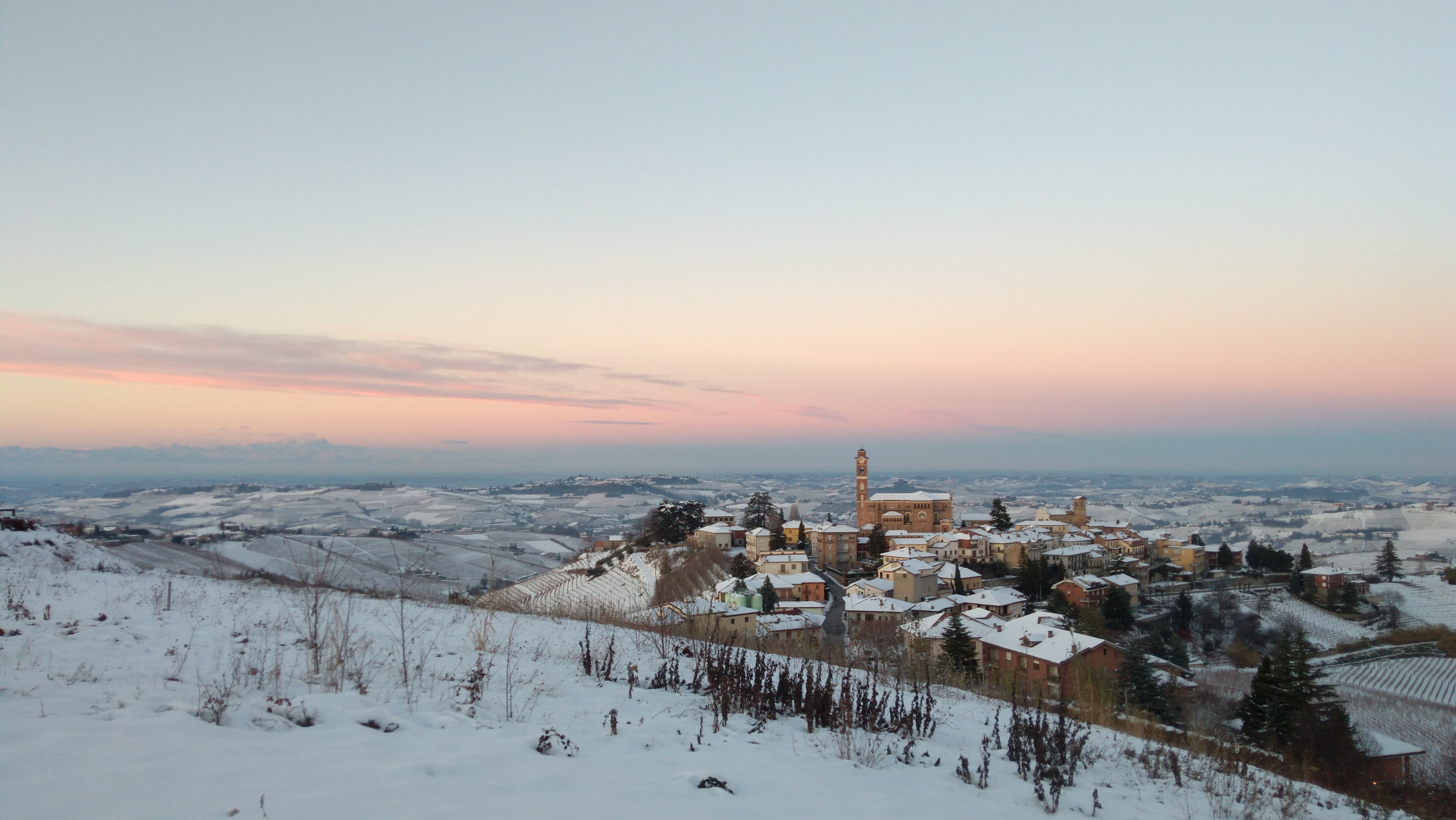
Castiglione Tinella im Winter

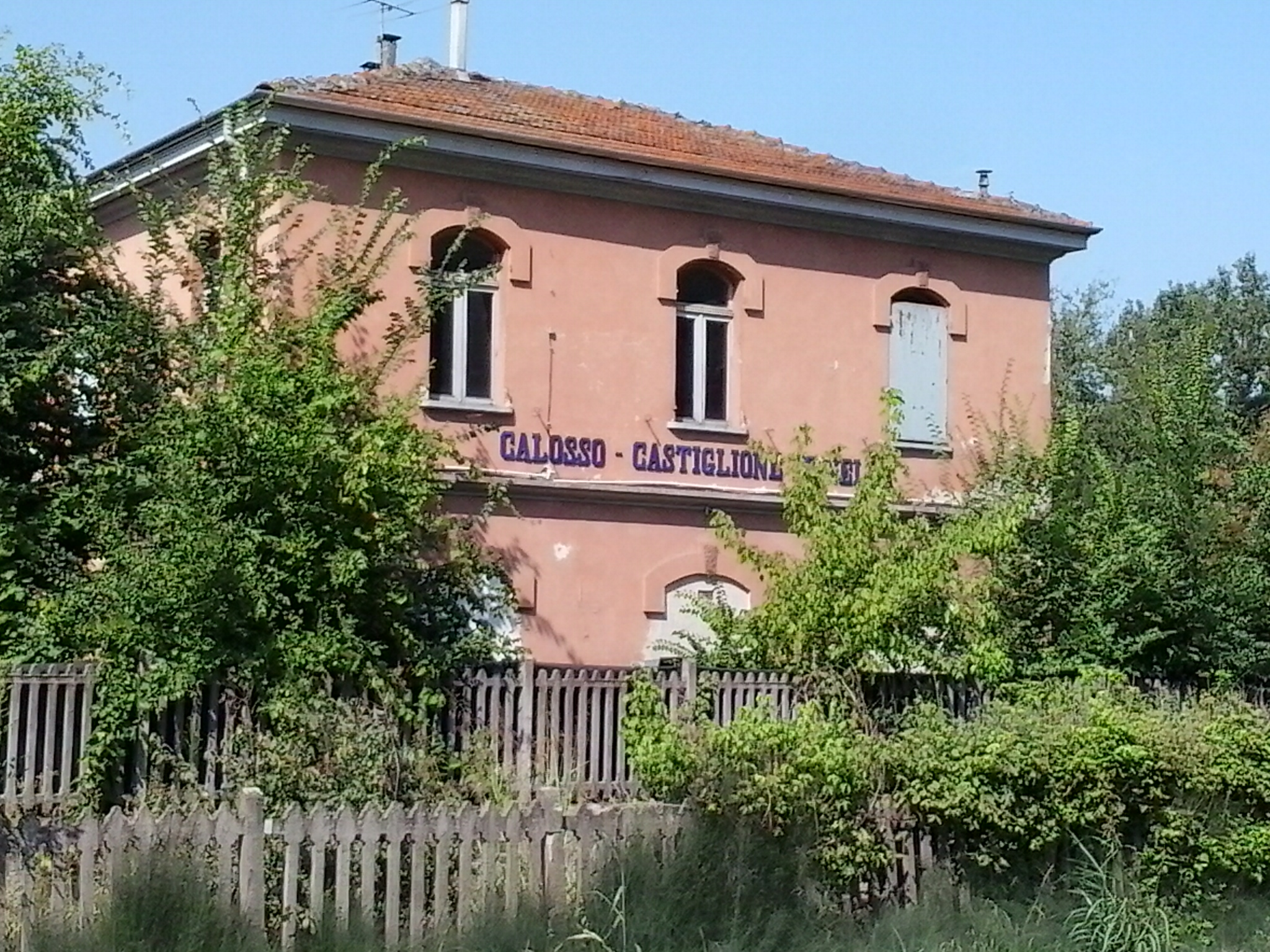
Der stillgelegte Bahnhof

Der erste Teil des Ortsnamens leitet sich vom lateinischen CASTELLUM ab, der Verkleinerungsform von CASTRUM, „kleiner befestigter Ort“. Die Angabe, die zur Unterscheidung des Ortes von den gleichnamigen Ortschaften dient, spiegelt den Namen des nahegelegenen Nebenflusses des Wildbachs Belbo wider. 
Es gibt keine Informationen über die frühen Ereignisse des Dorfes und auch seine Ursprünge sind ungewiss. Seit 18. Mai 1865 hat die Gemeinde zusammen mit der Nachbargemeinde Calosso einen Bahnhof an der Bahnstrecke Alessandria–Cavallermaggiore. 2003 wurde der Betrieb als Haltestelle eingestellt. Seit dem 17. Juni 2012 wurde dann der gesamte Personenverkehr zwischen Alessandria und Alba endgültig komplett eingestellt.

## Sehenswürdigkeiten
Das Heiligtum der Madonna del Buon Consiglio, das seinen Ursprung in einer der Jungfrau geweihten Säule hat. In der zweiten Hälfte des 15. Jahrhunderts soll darin eine betende Frau davor gestanden haben, gewann auf wundersame Weise ihre Sicht zurück. Derzeit präsentiert es sich als nüchterner Bau aus dem 19. Jahrhundert, der zahlreiche Votivgaben enthält.

## Kulinarische Spezialitäten
In Castiglione Tinella werden Reben für den Dolcetto d’Alba, einen Rotwein mit DOC-Status, angebaut. Die Beeren der Rebsorten Spätburgunder und/oder Chardonnay dürfen zum Schaumwein Alta Langa verarbeitet werden. Die Muskateller-Rebe für den Asti Spumante, einen süßen DOCG-Schaumwein mit geringem Alkoholgehalt, sowie für den Stillwein Moscato d’Asti wird hier ebenfalls angebaut.

## Söhne und Töchter der Gemeinde
- Diego Natale Bona (1926–2017), römisch-katholischer Geistlicher, Bischof von Saluzzo
- Luigi Gatti (* 1946), ehemaliger Diplomat des Heiligen Stuhls